# Philippe Besson

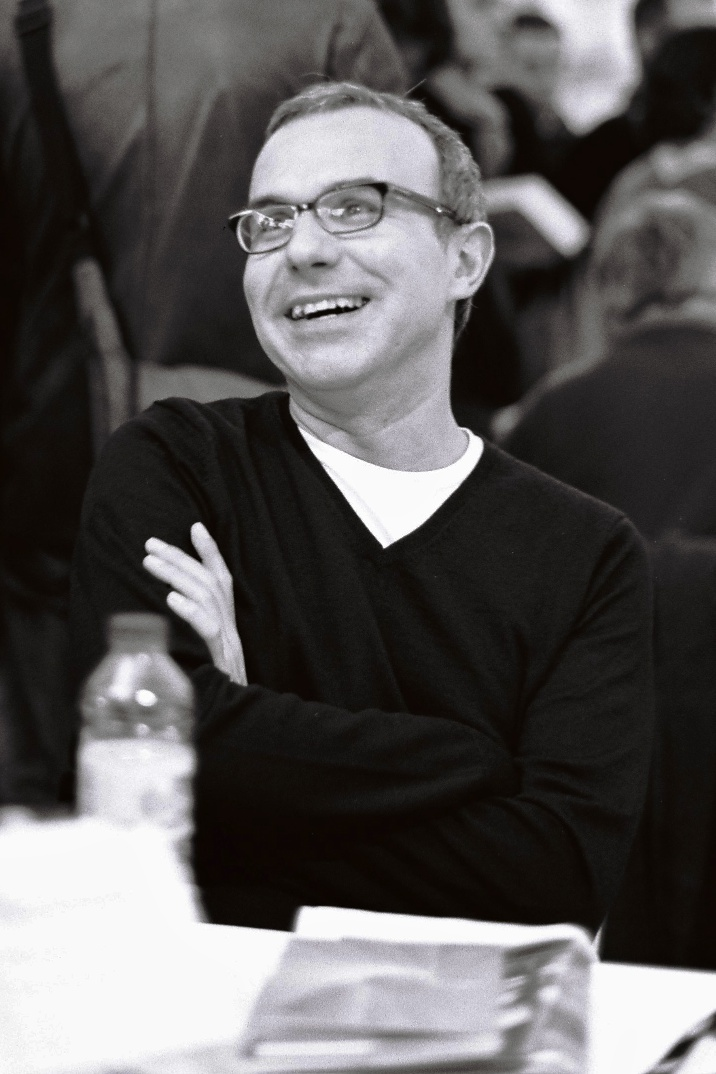
Philippe Besson no salão do livro da Radio France,
26 de novembro de 2011.

Philippe Besson (nascido em 29 de janeiro de 1967 em Barbezieux-Saint-Hilaire, Charente) é um escritor francês. 

## Vida
Phillippe Besson licenciou-se em direito. Em 1999, enquanto lia relatos de ex-militares durante a Primeira Guerra Mundial, decidiu escrever seu primeiro romance, En l'absence des hommes. O romance, que utiliza ousadamente Marcel Proust como personagem central, ganhou o Prémio Emmanuel Roblès. O segundo romance de Besson, Son Frère, foi selecionado para o Prix Femina e adaptado ao cinema por Patrice Chéreau em 2003. O filme foi bem recebido e ganhou o Urso de Prata no Festival de Cinema de Berlim.

## Obras
- En l'absence des hommes, Éditions Julliard, 2001; em Portugal: Em Tempos de Guerra; Caleidoscópio, 2008.
- Son frère, Julliard, 2001
- L'arrière saison, Julliard, 2002 (inspirado no quadro Nighthawks de Edward Hopper)
- Un garçon d'Italie, Julliard, 2003 (selecionado para o Prix Goncourt e o Prix Médicis. )
- Les Jours fragiles, Julliard, 2004 (sobre os últimos dias de Rimbaud, foi escolhido por François Dupeyron para ser adaptado ao cinema).
- Un instant d'abandon: roman, Julliard, 2005; edição em Portugal: Um Instante de Abandono, Editorial Teorema, 2010.
- Se résoudre aux adieux: roman, Julliard, 2007.
- Une bonne raison de se tuer, Julliard, 2012; em Portugal: Uma Boa Razão Para se Matar, Teodolito, 2013.
- Arrête avec tes mensonges, Paris, Julliard, 2017; edição em Portugal: Deixa-te de Mentiras, Sextante Editora, 2020.
- Un Personnage de Roman - Macron par Besson, French and European Publications Inc, 2017.